# Goudvoorhoofdparkiet
De goudvoorhoofdparkiet (Eupsittula aurea; synoniem: Aratinga aurea) is een vogel uit de familie Psittacidae (papegaaien van Afrika en de Nieuwe Wereld).

## Verspreiding en leefgebied
Deze soort komt voor van het Amazonebekken tot zuidelijk Bolivia, Paraguay en noordelijk Argentinië.

## Status
De grootte van de populatie is niet gekwantificeerd maar de soort wordt omschreven als algemeen. Op de Rode lijst van de IUCN heeft deze soort de status niet bedreigd.